# Bohumil Janoušek
Bohumil Janoušek (7 de septiembre de 1937) es un deportista checoslovaco que compitió en remo.
Participó en dos Juegos Olímpicos de Verano en los años 1960 y 1964, obteniendo dos medallas, bronce en Roma 1960 y bronce en Tokio 1964. Ganó dos medallas en el Campeonato Europeo de Remo, plata en 1959 y bronce en 1963.

## Palmarés internacional
| Juegos Olímpicos   | Juegos Olímpicos       | Juegos Olímpicos  | Juegos Olímpicos |
| Año                | Lugar                  | Medalla           | Prueba           |
| ------------------ | ---------------------- | ----------------- | ---------------- |
| 1960               | Roma (Italia)          | Medalla de bronce | Ocho con timonel |
| 1964               | Tokio (Japón)          | Medalla de bronce | Ocho con timonel |
| Campeonato Europeo |                        |                   |                  |
| Año                | Lugar                  | Medalla           | Prueba           |
| 1959               | Mâcon (Francia)        | Medalla de plata  | Ocho con timonel |
| 1963               | Copenhague (Dinamarca) | Medalla de bronce | Ocho con timonel |